# Tim Power : Justicier dans la ville
Tim Power : Justicier dans la ville sur Nintendo DS est développé par Magic Pockets et édité par Ubisoft sorti en 2008. Tim Power est un titre qui s'adresse aux plus jeunes garçons. Dans cet opus, le joueur incarne un policier qui traque les criminels et sauve les victimes innocentes à bord d'un véhicule personnalisé.

## Système de jeu
Tim Power : Justicier dans la ville est un ensemble de mini-jeux enfantins. Le joueur doit accomplir diverses missions. Lorsqu'un mini-jeu est réussi, le joueur gagne des accessoires pour son véhicule de brigade de la police. Il existe une dizaine de missions différentes. Les jeux sont plutôt simples mais limités par le temps.